# Torpa socken, Västergötland
Torpa socken i Västergötland ingick i Vedens härad, uppgick 1920 i Borås stad och är sedan 1971 en del av Borås kommun, från 2016 inom Borås Caroli distrikt och Borås Gustav Adolfs distrikt.
Socknens areal var 88,45 kvadratkilometer varav 81,86 land.  År 1918 fanns här 3 421 invånare.  Sockenkyrka delades med Borås stad. Delar av tätorten Borås ligger numera i detta område.   

## Administrativ historik
Socknen har medeltida ursprung. 1622 utbröts Borås stad och Borås församling.  
Vid kommunreformen 1862 övergick socknens ansvar för de kyrkliga frågorna till Torpa församling och för de borgerliga frågorna bildades Torpa landskommun. Församlingen uppgick 1911 i Borås församling och landskommunen uppgick 1920 i Borås stad som 1971 ombildades till Borås kommun.
1 januari 2016 inrättades distriktet Borås Caroli och Borås Gustav Adolf, med samma omfattning som motsvarande församlingar hade 1999/2000, och vari detta sockenområde ingår.
Socknen har tillhört län, fögderier, tingslag och domsagor enligt vad som beskrivs i artikeln Vedens härad. De indelta soldaterna tillhörde Älvsborgs regemente och Västgöta regemente, Elfsborgs kompani.

## Geografi
Torpa socken ligger omkring Borås kring Viskan och med Öresjön i norr och Viaredssjön i väster. Socknen har odlingsbygd i ådalen och vid sjöarna och är i övrigt en sjö- och mossrik skogsbygd.

## Namnet
Namnet skrevs 1484 Torpe och kommer från kyrkbyn. Namnet innehåller torp, möjligen i betydelsen 'nybygge'.